# Еверсдейк
Еверсдейк (нід. Eversdijk) — селище в нідерландській провінції Зеландія. Входить до муніципалітету Капелле. Наразі у ньому нараховується близько 27 будинків.
Раніше мало статус окремого муніципалітету.